# Thrinchostoma silvaticum
Thrinchostoma silvaticum är en biart som beskrevs av Blüthgen 1930. Thrinchostoma silvaticum ingår i släktet Thrinchostoma och familjen vägbin. Inga underarter finns listade i Catalogue of Life.